# 張丹峰
張丹峰（チャン・ダンフォン、1981年4月1日 - ）は、中国の男優。黒竜江省ハルビン市出身。

## 出演

### テレビドラマ
- 花千骨〜舞い散る運命、永遠の誓い〜（原題 『花千骨』、2015年）
- 独孤伽羅〜皇后の願い〜（原題『独孤天下』、2018年）

### 映画
- （原題 『男孩不學壞』、2005）